# Panama City
Panama City – miasto w Stanach Zjednoczonych, w stanie Floryda, siedziba administracyjna hrabstwa Bay oraz port nad Zatoką Meksykańską.

## Demografia
Liczba mieszkańców 36 484 (2010). W roku 2023 liczba mieszkańców spadła do 35 660 osób, a gęstość zaludnienia poniżej 390 osób/km².

## Gospodarka
W mieście rozwinął się przemysł rybny, papierniczy oraz chemiczny.